# 2000 en jeu vidéo
 (août 2017).
Si vous disposez d'ouvrages ou d'articles de référence ou si vous connaissez des sites web de qualité traitant du thème abordé ici, merci de compléter l'article en donnant les références utiles à sa vérifiabilité et en les liant à la section « Notes et références ».
Cet article présente les faits marquants de l'année 2000 concernant le jeu vidéo.

## Événements
- 4 mars : sortie de la PlayStation 2 au Japon. Elle sort ensuite en Amérique du Nord le 26 octobre et en France le 24 novembre.
- 11 au 13 mai : E3 2000.
- 18 mai : Metal conflict sort en Europe
- 31 juillet 2000 : Metal Conflict sort aux États-Unis.
- Novembre : Arrêt de la production de la Super Nintendo  .
- 30 décembre : sortie de la Wonderswan Color au Japon.
- Juillet / Août : Parution du premier numéro de Jeux vidéo Magazine.

## Principales sorties de jeux

### Japon
| 10 février  | Vagrant Story                                      | PlayStation          |
| 30 mars     | Tekken Tag Tournament                              | PlayStation 2        |
| 27 avril    | Power Stone 2                                      | Dreamcast            |
| 27 avril    | The Legend of Zelda: Majora's Mask                 | Nintendo 64          |
| 22 juin     | Ogre Battle Gaiden                                 | Neo-Geo Pocket Color |
| 29 juin     | Jet Set Radio                                      | Dreamcast            |
| Non défini  | SimCity 3000 édition asiatique (Chine/Japon/Corée) | Microsoft Windows    |
| 7 juillet   | Final Fantasy IX                                   | PlayStation          |
| 21 juillet  | Mario Tennis                                       | Nintendo 64          |
| 11 août     | Paper Mario                                        | Nintendo 64          |
| 26 août     | Dragon Quest VII                                   | PlayStation          |
| 5 octobre   | Skies of Arcadia                                   | Dreamcast            |
| 21 octobre  | Perfect Dark                                       | Nintendo 64          |
| 7 décembre  | Mario Party 3                                      | Nintendo 64          |
| 14 décembre | Pokémon Cristal                                    | Game Boy Color       |

### États-Unis
| 31 janvier   | Les Sims                             | Windows                     |
| 29 février   | Dead or Alive 2                      | Dreamcast                   |
| 29 février   | Resident Evil: Code Veronica         | Dreamcast                   |
| 29 février   | Tony Hawk's Pro Skater               | Game Boy Color, Nintendo 64 |
| 31 mars      | MDK 2                                | Dreamcast                   |
| 31 mars      | The Ruins of Kunark                  | Windows                     |
| 30 avril     | Ultima Online: Renaissance           | Windows                     |
| 2 mai        | Excitebike 64                        | Nintendo 64                 |
| 15 mai       | Vagrant Story                        | PlayStation                 |
| 22 mai       | Perfect Dark                         | Nintendo 64                 |
| 1er juin     | Evolva                               | Windows                     |
| 13 juin      | Shogun: Total War                    | Windows                     |
| 23 juin      | Deus Ex                              | Windows                     |
| 29 juin      | Diablo II                            | Windows                     |
| 29 juin      | Icewind Dale                         | Windows                     |
| 29 juin      | Tony Hawk's Pro Skater               | Dreamcast                   |
| 30 juin      | Homeworld: Cataclysm                 | Windows                     |
| 16 août      | Chrono Cross                         | PlayStation                 |
| 19 septembre | Tony Hawk's Pro Skater 2             | PlayStation                 |
| 24 septembre | Baldur's Gate II: Shadows of Amn     | Windows                     |
| 30 septembre | RollerCoaster Tycoon                 | Windows                     |
| 15 octobre   | Pokémon Or et Argent                 | Game Boy Color              |
| 21 octobre   | Command and Conquer : Alerte rouge 2 | Windows                     |
| 22 octobre   | Quake III Arena                      | Dreamcast                   |
| 25 octobre   | Dead or Alive 2                      | PlayStation 2               |
| 26 octobre   | The Legend of Zelda: Majora's Mask   | Nintendo 64                 |
| 26 octobre   | Tekken Tag Tournament                | PlayStation 2               |
| 31 octobre   | Tony Hawk's Pro Skater 2             | Windows                     |
| 7 novembre   | Tony Hawk's Pro Skater 2             | Dreamcast                   |
| 8 novembre   | Escape from Monkey Island            | Dreamcast                   |
| 13 novembre  | Kessen                               | PlayStation 2               |
| 13 novembre  | Skies of Arcadia                     | Dreamcast                   |
| 14 novembre  | Final Fantasy IX                     | PlayStation                 |
| 16 novembre  | Sacrifice                            | Windows                     |
| 16 novembre  | The Longest Journey                  | Windows                     |
| 20 novembre  | Banjo-Tooie                          | Nintendo 64                 |
| 23 novembre  | MechWarrior 4: Vengeance             | Windows                     |
| 4 décembre   | The Scars of Velious                 | Windows                     |
| 18 décembre  | Quake III: Team Arena                | Windows                     |

### Europe
| 4 février    | Les Sims                         | Windows        | France |
| 18 février   | Resident Evil 3: Nemesis         | PlayStation    | France |
| 27 avril     | Metal Gear Solid: Ghost Babel    | Game Boy Color | France |
| 22 juin      | Deus Ex                          | Windows        | France |
| 30 juin      | Perfect Dark                     | Nintendo 64    |        |
| 10 novembre  | Baldur's Gate II: Shadows of Amn | Windows        | France |
| 24 novembre  | Dynasty Warriors 2               | PlayStation 2  | France |
| 1er décembre | Hitman : Tueur à gages           | Windows        | France |
| 1er décembre | Shenmue                          | Dreamcast      | France |

## Meilleures ventes

### Vente de jeux sur console au Japon
| Classement | Titre                                          | Support        | Nombre d'unités |
| 1          | Dragon Quest VII                               | PlayStation    | 3 784 682       |
| 2          | Final Fantasy IX                               | PlayStation    | 2 659 222       |
| 3          | Pokémon Or et Argent                           | Game Boy Color | 1 907 349       |
| 4          | Yugioh Duel Monsters IV: Strongest Duel Senkei | Game Boy Color | 1 669 308       |
| 5          | Pokémon Cristal                                | Game Boy Color | 1 065 804       |
| 6          | Mario Tennis                                   | Nintendo 64    | 738 745         |
| 7          | Yugioh Duel Monsters III                       | Game Boy Color | 718 429         |
| 8          | Super Robot Taisen Alpha                       | PlayStation    | 714 789         |
| 9          | Kirby 64: The Crystal Shards                   | Nintendo 64    | 703 965         |
| 10         | Mario Party 3                                  | Nintendo 64    | 615 507         |

### Ventes de jeux sur console aux États-Unis
| Classement | Titre                              | Support     | Nombre d'unités |
| 1          | Pokémon Stadium                    | Nintendo 64 | 1 701 820       |
| 2          | Tony Hawk's Pro Skater 2           | PlayStation | 1 553 269       |
| 3          | Tony Hawk's Pro Skater             | PlayStation | 1 300 029       |
| 4          | The Legend of Zelda: Majora's Mask | Nintendo 64 | 1 206 489       |
| 5          | Gran Turismo 2                     | PlayStation | 1 155 469       |
| 6          | Tony Hawk's Pro Skater             | Nintendo 64 | 1 007 806       |
| 7          | Madden NFL 2001                    | PlayStation | 990 914         |
| 8          | Final Fantasy IX                   | PlayStation | 987 354         |
| 9          | WWF SmackDown!                     | PlayStation | 976 143         |
| 10         | Perfect Dark                       | Nintendo 64 | 940 963         |

## Récompenses
- Voir BAFTA 2000
- Voir E3 2000
- Hironobu Sakaguchi est récompensé par le AIAS Hall of Fame